# 唐纳斯多夫
唐纳斯多夫是德国巴伐利亚州的一个市镇。总面积26.97平方公里，总人口1978人，其中男性1004人，女性974人（2011年12月31日），人口密度73人/平方公里。